# 이종극
이종극(李鍾極, 1907년 11월 9일 ~ 1988년 10월 25일)은 대한민국의 정치인이다. 손녀는 이상아이다. 내무부 치안국 교육과장 및 국가재건최고회의 자문회원, 대한민국 제6대 국회의원을 역임했다.

## 생애
1940년대 평남 내무부 지방과 속을 거쳐서 강동군수 및 덕천군수, 성천군수를 역임했다. 해방 이후에는 광주사범학교 교장, 교육과 교육계장이 되었고 경무관으로 승진하며 국립경찰전문학교의 교장이 되었다.

## 역대 선거 결과
| 실시년도 | 선거  | 대수 | 직책     | 선거구 | 정당       | 득표수      | 득표율         | 순위       | 당락 | 비고 |
| -------- | ----- | ---- | -------- | ------ | ---------- | ----------- | -------------- | ---------- | ---- | ---- |
| 1963년   | 총선  | 6대  | 국회의원 | 전국구 | 민주공화당 | 3,112,985표 | \| \| 33.5% \| | 전국구 4번 |      | 초선 |
|          | 33.5% |      |          |        |            |             |                |            |      |      |